# Mausoleul Eroilor din Focșani
Mausoleul Eroilor din Focșani este un monument istoric din Focșani, județul Vrancea, România. Este situat în zona sudică a orașului Focșani,  mausoleul a fost construit pe baza unei inițiative publice, cu sprijinul Societății „Cultul Eroilor” și al administrației locale. Lucrările au început în 1925 și au fost finalizate în 1940. Proiectul a fost realizat de către arhitectul State Baloșin având ca inspirație arta bizantină. Materialele constitutive sunt: beton, piatră, cărămidă. Stratul exterior este tencuit în culoare albă. Caracteristica structurală distinctivă a mausoleului o constituie prezența a trei cupole, acoperite cu segmente metalice finisate și finalizate prin câte o lucrare plastică în formă de cruce.
În subsolul mausoleului se găsesc 3 cripte funerare comune, în care sunt depuse osemintele a 1744 de eroi necunoscuți din regiunea Panciu-Ruginești-Nănești, căzuți în decursul luptelor din regiune, din vara anului 1917. Tot aici, există 12 nișe care adăpostesc osemintele a 240 de eroi cunoscuți români și ruși.
În 1957 și 1977 au fost executate lucrări de reparație, pentru ca între 2009 și 2013 să beneficieze de ample lucrări de restaurare. Acestea s-au realizat cu bani europeni în proiectul „Drumul de Glorie al Armatei Române în Primul Război Mondial”.

## Note

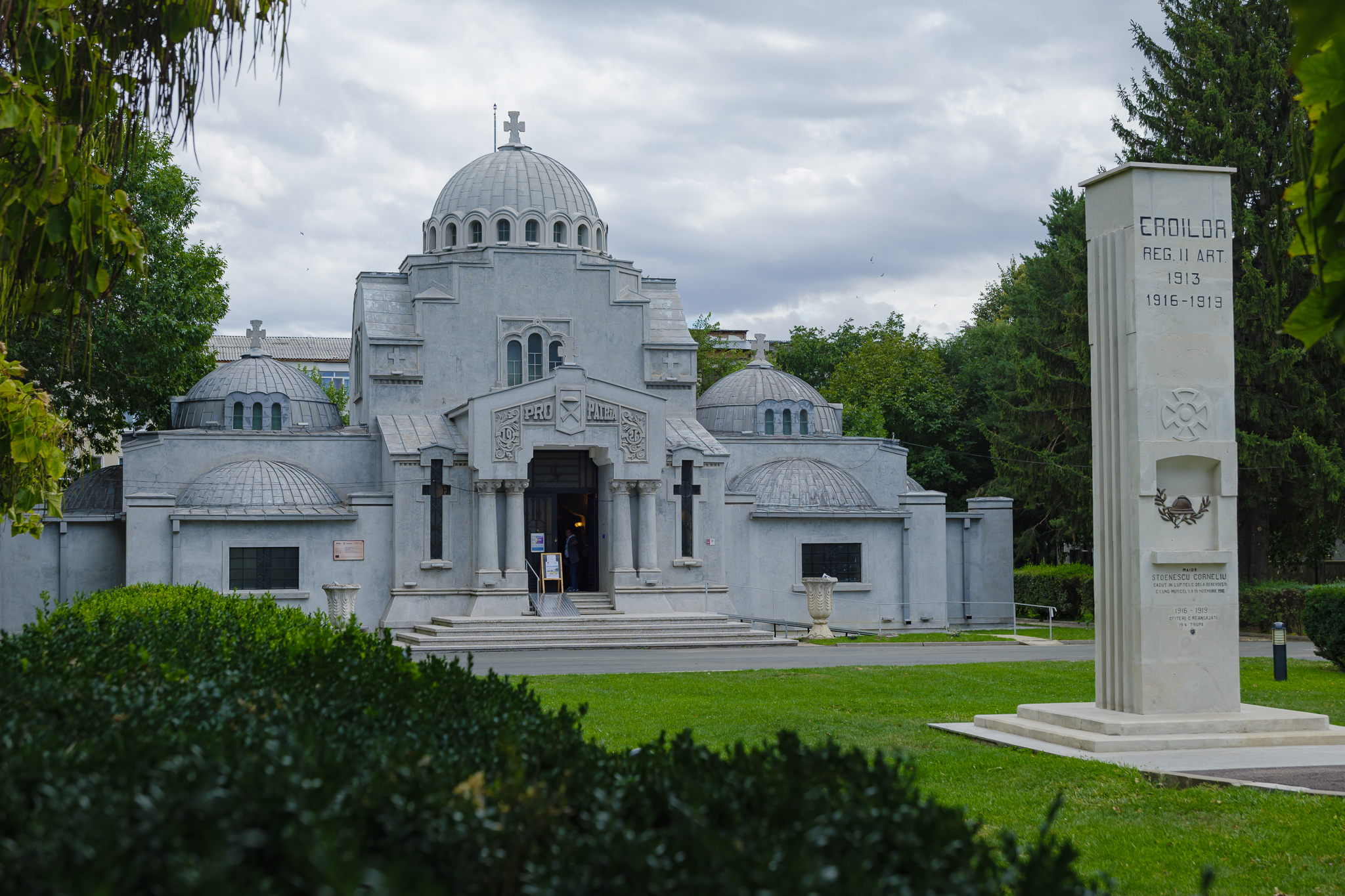